# امکانش هست؟
امکانش هست؟ (اسپانیایی: ¿Se puede?‎) یک مجموعهٔ تلویزیونی کمدی اسپانیایی است که در سال ۲۰۰۴ منتشر شد.

## بازیگران

### اصلی
- لینا مُرگان

### میهمان
- آفریکا پرات
- آگوستین گونسالس
- آن ایگارتیبورو
- برتین اوسبورن
- کارلوس لارانیاگا
- کارمن مورالس
- کُنچا بلاسکو
- کنرادو سن مارتین
- الویرا کینتیا
- امیلیو گوتیه‌رس کابا
- خائیمه بلانچ
- خسوس گوسمن
- خورخه سانس
- خوزه لیفانته
- خوانیتو ناوارو
- لورنا برنال
- لوسیا اویوس
- لوئیس پرساگوا
- مانوئل سارسو
- مارا گویانِـس
- ماریا ایسبرت
- ماریسا پورسل
- ماریسول آیوسو
- ماری بگونیا
- ماری کارمن رامیرس
- رامیرو اُلیوِروس
- سونیا فِـرر
- ویکی لاگوس